# Hebenstretia comosa
Hebenstretia comosa là một loài thực vật có hoa trong họ Huyền sâm. Loài này được Hochst. mô tả khoa học đầu tiên năm 1845.